# The Fable of the Adult Girl Who Got Busy
The Fable of the Adult Girl Who Got Busy' è un cortometraggio del 1914 il cui soggetto è tratto da una storia di George Ade. La regia non è firmata.
Prodotto dalla Essanay Film Manufacturing Company, distribuito dalla General Film Company, il film uscì in sala il 30 settembre 1914.

## Produzione
Il film fu prodotto dalla Essanay Film Manufacturing Company.

## Distribuzione
Distribuito dalla General Film Company, il film - un cortometraggio di una bobina - uscì nelle sale cinematografiche USA il 30 settembre 1914.